# Сидоров Микола Олександрович (спортсмен)
Микола Олександрович Сидоров  (рос. Николай Александрович Сидоров, 23 листопада 1956) — радянський легкоатлет, олімпійський чемпіон.

## Виступи на Олімпіадах
| Олімпіада   | Дисципліна              | Місце     |
| ----------- | ----------------------- | --------- |
| Москва 1980 | біг на 200 метрів       | 7 h2 r3/4 |
| Москва 1980 | естафета 4 x 100 метрів | 1         |